# Birger Persson Knös
Birger Persson Knös,  född 12 mars 1766 på säteriet Glättestorp i 
Vånga församling i Västergötland, död 2 november 1822 i Källby församling, var en svensk präst och pedagog, son till löjtnanten och livdrabanten Per Knös, och sonson till Olof Börgesson Knös. Han var gift 1798 i Saleby med Brita Johanna Silvius (1768–1840).

## Biografi
Knös blev 1784 student vid Uppsala universitet och 1790 filosofie magister vid Lunds universitet. Han prästvigdes 1791 samt blev 1795 vikarierande rektor i Skara och 1798 ordinarie rektor i Alingsås. 1816 utnämndes han till kyrkoherde i Källby församling, som han 1818 tillträdde och han blev prost där 1819.  
Knös åtnjöt stort anseende som lärare. Själv barnlös drog han försorg om flera obemedlade lärjungars uppfostran. Under den korta tid han var kyrkoherde fick även hans församling flera bevis på hans frikostighet.